# G N’ R Lies
G N’ R Lies (englisch für „G N’ R Lügen“) ist das zweite Studioalbum der US-amerikanischen Hardrock-Band Guns N’ Roses. Es besteht zu einer Hälfte aus 1986 im Studio aufgenommenen und mit Live-Publikum unterlegten Hard-Rock-Stücken, zur anderen Hälfte aus 1988 eingespielten Akustik-Nummern ohne die für die Band typischen E-Gitarrenklänge.

## Hintergrund
Die Platte beinhaltete die vier Stücke der 1986 in kleiner Auflage veröffentlichten EP Live ?!*@ Like a Suicide sowie neues Songmaterial. Ursprünglich sollte das Album Lies! The Sex, the Drugs, the Violence, the Shocking Truth heißen, was für die Plattenfirma jedoch zu lang gewesen sein soll.
Stark kritisiert wurde das Album wegen des Songs One in a Million, der rassistische und homophobe Inhalte enthält. Die Textzeile „… or spread some fucking disease“, die sich auf Migranten und Homosexuelle bezieht und mit der wahrscheinlich auf Aids angespielt wird, sorgte dafür, dass Guns N’ Roses nicht an einem Benefiz-Konzert der Organisation Gay Men’s Health Crisis teilnehmen durften. Rose fühlte sich missverstanden und gab in einem Interview im Rolling Stone an, er sei nicht homophob, sondern nur „proheterosexual“, da er einmal beinahe von einem Mann vergewaltigt worden wäre.
You’re Crazy erschien bereits auf dem Debütalbum Appetite for Destruction, auf G N’ R Lies jedoch noch einmal in einer Akustik-Version. Nice Boys ist eine Coverversion des Rose-Tattoo-Klassikers; Mama Kin wurde ursprünglich von Aerosmith geschrieben und eingespielt.

## Titelliste
1. Reckless Life (Guns N’ Roses, Chris Weber) – 3:20
2. Nice Boys (Angry Anderson, Mick Cocks, Geordie Leach, Dallas „Digger“ Royall, Peter Wells) – 3:03
3. Move to the City (Guns N’ Roses, Del James, Chris Weber) – 3:42
4. Mama Kin (Steven Tyler) – 3:57
5. Patience (Izzy Stradlin) – 5:53
6. Used to Love Her (Izzy Stradlin, Axl Rose) – 3:10
7. You're Crazy (Slash, Izzy Stradlin, Axl Rose/Axl Rose, Izzy Stradlin) – 4:08 (Acoustic Version)
8. One in a Million (Axl Rose) – 6:08

## Singleauskopplungen
Als einzige Single erschien im März 1989 Patience. Diese erschien als 7″-Single mit der B-Seite Rocket Queen (Katalognummer DE: Geffen 922 996-7). Die Single erreichte Chartplatzierungen in Deutschland und der Schweiz sowie Top-10-Platzierungen in Großbritannien und den Vereinigten Staaten.

## Musikvideos
Das Video Patience ist das einzige Video aus dem G-N'-R-Lies-Album. Entsprechend der sanften Atmosphäre des Liedes geht es auch im Musikvideo gemächlich zu. Die Band wird gezeigt, wie sie in einem mit Wandteppichen geschmückten Tonstudio das Lied einspielt. Zwischen den Studiobildern sind Szenen mit den Bandmitgliedern aus einem Hotel enthalten. In einer Szene sieht man Slash, der im Hotelzimmer auf dem Bett entspannt mit einer Schlange spielt und eine spärlich bekleidete Frau sich zu ihm gesellt. Die Szene wird im weiteren Verlauf des Videos variiert, indem Slash weiter mit seiner Schlange spielt während mehrere spärlich bekleidete Frauen hintereinander am Bett auftauchen und wieder verschwinden, denen Slash jedoch keine Beachtung schenkt. In diesem Video sieht man unter anderem Axl Rose, wie er sich im Fernsehen das Musikvideo zu Welcome to the Jungle ansieht. Angeblich enthält das Video auch Szenen von Aerosmith-Konzerten, mit denen Guns N’ Roses damals auf Tour waren.

## Kommerzieller Erfolg

### Chartplatzierungen
G N’ R Lies erreichte Rang zwei der US-amerikanischen Billboard 200. Damit ist der Band das seltene Kunststück gelungen, mit zwei Alben gleichzeitig in den Top 5 der Albumcharts vertreten zu sein. Dies sollte ihnen mit den Use-Your-Illusion-Alben noch einmal gelingen. In Deutschland erreichte das Album Platz 37 der Albencharts.
| ChartsChartplatzierungen       | Höchstplatzierung | Wochen |
| ------------------------------ | ----------------- | ------ |
| Deutschland (GfK)              | 37 (14 Wo.)       | 14     |
| Österreich (Ö3)                | 10 (13 Wo.)       | 13     |
| Schweiz (IFPI)                 | 15 (10 Wo.)       | 10     |
| Vereinigte Staaten (Billboard) | 4 (53 Wo.)        | 53     |
| Vereinigtes Königreich (OCC)   | 22 (41 Wo.)       | 41     |

### Auszeichnungen für Musikverkäufe
| Land/Region                  | Auszeichnungen für Musikverkäufe (Land/Region, Auszeichnung, Verkäufe) | Verkäufe  |
| ---------------------------- | ---------------------------------------------------------------------- | --------- |
| Argentinien (CAPIF)          | Platin                                                                 | 60.000    |
| Australien (ARIA)            | Platin                                                                 | 70.000    |
| Brasilien (PMB)              | Gold                                                                   | 100.000   |
| Deutschland (BVMI)           | Gold                                                                   | 250.000   |
| Japan (RIAJ)                 | Gold                                                                   | 100.000   |
| Neuseeland (RMNZ)            | 2× Platin                                                              | 40.000    |
| Österreich (IFPI)            | Gold                                                                   | 25.000    |
| Vereinigte Staaten (RIAA)    | 5× Platin                                                              | 5.000.000 |
| Vereinigtes Königreich (BPI) | Gold                                                                   | 100.000   |
| Insgesamt                    | 5× Gold · 9× Platin ·                                                  | 5.745.000 |

Hauptartikel: Guns N’ Roses/Auszeichnungen für Musikverkäufe